# Alistra longicauda
Alistra longicauda är en spindelart som beskrevs av Tord Tamerlan Teodor Thorell 1894. Alistra longicauda ingår i släktet Alistra och familjen panflöjtsspindlar. Inga underarter finns listade i Catalogue of Life.